# Мерэ, Шарль
Шарль Мерэ (фр. Charles Méray; 1835—1911) — французский математик XIX века. Основоположник математической теории вещественных чисел

## Биография
Родился в 1835 году.
В 1869 году Мерэ опубликовал статью, в которой было впервые дано определение вещественного числа и впервые изложена математическая теория вещественных чисел.
Его идеи не были должным образом оценены современниками и никак не повлияли на развитие науки.
Позже его работы были повторены независимо от него другими учеными — Рихардом Дедекиндом (1831—1916) и Георгом Кантором (1845—1918).
С 1900 года и до своей смерти Мере выступал за использование эсперанто в науке и в 1901 году предложил эту инициативу Французской академии наук. Ему удалось увлечь своей идеей множество коллег из академической среды, в том числе ректора Дижонского университета Эмиля Буарака. Вместе с ним в 1905 году Мере вошёл в недавно основанный Lingva Komitato (в переводе с эсп. — «Языковой комитет»), предшественник Академии эсперанто. С 11 декабря 1899 года Мере также был членом-корреспондентом Академии наук в Париже.
Умер в 1911 году.